# RS-640
De RS-640 is een regionale verbindingsweg in de deelstaat Rio Grande do Sul in het zuiden van Brazilië. De weg ligt tussen de RS-241 en de BR-158/BR-290 bij Rosário do Sul. De aansluiting van de weg op de BR-158/BR-290 ligt op ongeveer 7 kilometer ten westen van São Vicente do Sul.
Aan de RS-640 ligt de plaats Cacequi.
De weg heeft een lengte van 64,3 kilometer.
RS-241 · RS-518 · RS-602 · RS-630 · RS-634 · RS-640 · RS-699 · RS-734